# دين كرايغ
دين كرايغ (بالإنجليزية: Dean Craig)‏ هو منتج أفلام وكاتب سيناريو ومخرج بريطاني، ولد في 25 أكتوبر 1974 في لندن في المملكة المتحدة.

## وصلات خارجية
- دين كرايغ على موقع IMDb (الإنجليزية)
- دين كرايغ على موقع ألو سيني (الفرنسية)
- دين كرايغ على موقع أول موفي (الإنجليزية)
- دين كرايغ على موقع قاعدة بيانات الأفلام السويدية (السويدية)
- دين كرايغ على موقع قاعدة بيانات الفيلم (الإنجليزية)
- دين كرايغ على موقع كينوبويسك (الروسية)